# 마슐
《마슐》(マッシュル -MASHLE- 맛슈루[*])은 코모토 하지메가 지은 일본의 만화 작품이다. 《주간 소년 점프》(슈에이샤)에서 2020년 9월호부터 2023년 31호까지 연재되었다.

## 줄거리
당연한 듯 마법이 존재하고 누구나 당연한 듯 마법을 사용할 수 있는 세계 '마법계'. 탁월한 마법사들이 소속된 마법국에 의해 관리되는 사회에서는 마법의 능력이 높으면 사회의 상층이 될 수 있는 반면 능력이 낮으면 낙오 취급을 받고 심지어 마법을 일절 사용할 수 없는 마법 부전자는 살처분되는 엄격한 사회이기도 했다.
외딴 깊은 숲 속에서 날마다 근육 트레이닝에 힘쓰는 마슈 반데드는 마법을 쓰지 못하는 소년이자 양아버지 레그로 반데드에게 은밀히 길러지고 있었다. 어느 날 마슈의 존재가 마법경찰에게 들켜 버리고 경관 블러드 콜만에게 짓밟힌다. 하지만 마슈는 오랜 단련으로 기른 압도적인 근력과 파워로 과거 드래곤도 물리쳤다는 엄청난 솜씨의 마법사 블러드를 되돌려 놓는다. 마슈의 힘을 본 블러드는 마슈와 그 양아버지를 간과하는 대신 마슈에게 마법학교에 입학해 우수학생 칭호인 신각자를 획득하고 그에 딸린 막대한 보조금과 권리를 요구한다. 어쨌든 세상을 바꾸지 않으면 가족과의 평화로운 삶을 얻을 수 없는 마슈는 블러드의 제안을 받아들여 마법계의 중추를 담당할 엘리트를 배출해 온 유서 깊은 명문 마법학교 이스턴교에 입학하게 된다.
마법 엘리트들이 모이는 마법학교를 무대로 마법을 쓰지 못하는 마슈는 그 초인적 육체만을 무기로 신각자를 지향한다.

## 등장인물
마슈 반데드(Mash Burnedead)
성우 - 코바야시 치아키
본작의 주인공. 단정한 생김새와 버섯 모양의 검은 머리카락이 특징이다.
마법이 모든 것을 결정하는 세계에서 일체의 마법을 사용할 수 없는 소년. 그러나, 한편으로, 오랜 근육 트레이닝에 의해 길러진 비정상적인 근력에 의한 힘와 내구력을 갖추고 있다. 평상시는 자타공인 음침캐릭터이지만, 근본적으로 가족을 생각하고 친구를 생각하는 솔직한 성격의 소유자. 기본적으로 성실한 인상을 보이지만, 거침 없는 말투나 직정적인 행동도 눈에 띄는 등 주위를 현혹시키는 경우가 많다. 또한 화를 잘 내기도 하며 특히 가족이나 친구에게 해를 끼치거나 부조리한 악의를 향해 오는 존재에 대해서는 유무를 가리지 않고 가차없는 제재를 찾는다. '남녀평등'을 자부하고 있어 선인이라면 어떤 인물이라도 차별도 없이 상냥하게 접하지만, 악인이라면 여성이라도 용서하지 않는다.
레몬 어빈(Lemon Irvine)
성우 - 우에다 레이나
세미롱 금발에 빨간 리본이 특징인 귀여운 외모를 하고 있다. 오른쪽 눈 아래에 반원형의 마도선이 1개 있고, 구속계의 마법을 특기로 한다. 평상시는 항상 경어로 말할 정도로 성실한 성격이지만, 스스로 인정할 정도로 고집이 센 성격의 소유자.
핀 에임즈(Finn Ames)
성우 - 카와시마 레이지
흑발이지만 왼쪽 앞머리만 금발. 오른쪽 눈 아래에 똑바른 마도선이 1개 있고, 위치 이동을 고유 마법으로 가졌다. 내부 진학생과 편입생을 동실로 한다는 룰 때문에 마슈와 한 방이 되어, 당초에는 감정이나 행동을 읽을 수 없는 그와 거리를 두려고 하지만, 반대로 마슈로부터는 '좋은 사람'이라고 생각되어 , 로이드에 의한 괴롭힘의 한 건을 통해서, 첫 친구가 된다.
란스 크라운(Lance Crown)
성우 - 이시카와 카이토
오른쪽 눈 아래에 곧은 마도선이 2개 있다. '초명문'이라고 평가되는 명가인 크라운가의 장남. 중력 마법을 특기로 해,  이선 마도선 소유자에 걸맞게, 편입 시험 1위 합격, 학업 성적 톱 클래스라고 하는 우등생.
도트 배럿(Dot Barrett)
성우 - 에구치 타쿠야
왼쪽 눈 밑으로 꺾인 직선 마도선이 1개 있다. 그리고 이마에 마도선이 십자가 모양으로 1개 더 있다. 폭발 마법의 사용자. 시끄러운 성질의 소유자로 자신을 '이 세상의 주인공'이라고 부르며 자신을 중심으로 세계는 돌고 있다고 공언할 정도로 자기중심적인 성격이다.

## 서지 정보
- 코모토 하지메 《마슐》  슈에이샤 〈점프 코믹스〉, 전 18권
  1. 「マッシュ・バーンデッドと鍛え抜かれた筋肉」 2020년 6월 9일 발행(6월 4일 발매[6]), ISBN 978-4-08-882329-4
  2. 「マッシュ・バーンデッドと鉄の魔法」 2020년 8월 9일 발행(8월 4일 발매[7]), ISBN 978-4-08-882377-5
  3. 「マッシュ・バーンデッドと仮面の魔法使い」 2020년 10월 7일 발행(10월 2일 발매[8]), ISBN 978-4-08-882425-3
  4. 「マッシュ・バーンデットと弱肉強食」 2021년 1월 9일 발행(1월 4일 발매[9]), ISBN 978-4-08-882526-7
  5. 「マッシュ・バーンデットと魔法の鏡」 2021년 3월 9일 발행(3월 4일 발매[10]), ISBN 978-4-08-882575-5
  6. 「フィン・エイムズと友達」 2021년 5월 5일 발행(4월 30일 발매[11]), ISBN 978-4-08-882639-4
  7. 「マッシュ・バーンデッドと暴走の庭球」 2021년 8월 9일 발행(8월 4일 발매[12]), ISBN 978-4-08-882728-5
  8. 「マッシュ・バーンデッドと4枚の金剛刃」 2021년8월 9일 발행(8월 4일 발매[13]), ISBN 978-4-08-882787-2
  9. 「マッシュ・バーンデッドと三魔対争神覚者最終試験」 2021년 12월 8일 발행(12월 3일 발매[14]), ISBN 978-4-08-882844-2
  10. 「マッシュ・バーンデッドと磁石の鎧」 2022년 3월 9일 발행(3월 4일 발매[15]), ISBN 978-4-08-883036-0
  11. 「マッシュ・バーンデッドと水の神」 2022년 5월 7일 발행(5월 2일 발매[16]), ISBN 978-4-08-883097-1
  12. 「マッシュ・バーンデッドと5人の兄弟」 2022년 7월 9일 발행(7월 4일 발매[17]), ISBN 978-4-08-883159-6
  13. 「レイン・エイムズと最強の鉾使い」 2022년 10월 9일 발행(10월 4일 발매[18]), ISBN 978-4-08-883258-6
  14. 「ランス・クラウンとドット・バレット」 2022년 12월 7일 발행(12월 2일 발매[19]), ISBN 978-4-08-883403-0
  15. 「ライオ・グランツと男前」 2023년 2월 8일 발행(2월 3일 발매[20]), ISBN 978-4-08-883426-9
  16. 「マッシュ・バーンデッドと鏡の魔法」 2023년 4월 9일 발행(4월 4일 발매[21]), ISBN 978-4-08-883447-4
  17. 「マッシュ・バーンデッドと時を遅くする魔法」 2023년 7월 9일 발행(7월 4일 발매[22]), ISBN 978-4-08-883568-6
  18. 「マッシュ・バーンデッドと恒久の幸せ」 2023년 10월 4일 발매[23], ISBN 978-4-08-883668-3

## TV 애니메이션
제1기가 2023년 4월부터 7월까지 TOKYO MX 등에서 방송되었다. 내레이션은 히라타 히로아키.
제2기 《신각자 후보 선발 시험 편》이 2024년 1월부터 3월까지 방송되었다.
2024년 5월 26일, 속편 제작이 결정되었다.

### 스태프
- 원작 - 코모토 하지메[3]
- 감독 - 타나카 토모나리(田中智也)[3]
- 시리즈 구성 - 쿠로다 요스케(黒田洋介)[3]
- 캐릭터 디자인 - 히가시지마 히사시(東島久志)[3]
- 서브 캐릭터 디자인 - 히사마츠 사키(久松沙紀), 고토 노조미(後藤 望)[26]
- 액션 디렉터·몬스터 디자인 - 마츠다 타케시(松田剛吏)[26]
- 액션 디렉터 - 사이토 료타(斎藤亮太)(제2기)
- 이펙트 감수 -토쿠마루 테루아키(徳丸輝明)[26]
- 프롭 디자인 - 타카세 사야카(高瀬さやか)[26], 미코시 코헤이(三腰航平)(제2기), 요시카와 유카(吉川由華)(제2기)
- 색채 설계 - 타케다 히토키(武田仁基)[26]
- 미술 설정 - 나리타 히데야스(成田偉保)[26]
- 미술 감독 - 이토 유사(伊藤友沙)[26]
- 촬영 감독 - 스즈키 아키히토(鈴木彬人)[26]
- CG 감독 - 후쿠다 다이스케(福田大輔)[26]
- 편집 - 요시타케 마사토(吉武将人)[26]
- 음향 감독 - 모토야마 사토시(本山 哲)[26]
- 음향 효과 - 안도 유이(安藤由衣)(제2기)
- 음악 - 요코야마 마사루(横山克)[3]
- 음악 제작 - 애니플렉스
- 음악 프로듀서 - 야먀노우치 마사하루(山内真治)
- 프로듀서 - 후루하시 소타(古橋宗太), 시마자키 타카오(嶋崎崇夫), 呂夏娜
- 애니메이션 프로듀서 - 나카무라 쇼타(中村将太)
- 제작(制作) - A-1 Pictures[3]
- 제작(製作) - 애니플렉스, 슈에이샤, ADK

### 주제가
Knock Out
오카자키 타이이쿠에 의한 제1기 오프닝 테마. 작사·작곡은 오카자키 타이이쿠, 편곡은 DAIDAI from Paledusk.
슈크림 펑크(シュークリーム・ファンク)
필로소피의 댄스에 의한 제1기 엔딩 테마. 작사는 COMiNUM, Kaz Kuwamura, Kentaro, 작곡은 Kaz Kuwamura, Kentaro, 편곡은 Kentaro.
Bling-Bang-Bang-Born
Creepy Nuts에 의한 제2기 오프닝 테마. 작사는 R-시테이, 작곡·편곡은 DJ마츠나가.
Tokyo's Way!(トーキョーズ・ウェイ!)
시리츠에비스추가쿠에 의한 제2기 엔딩 테마. 작사·작곡·편곡은 호소이 료스케, 하야시 타케조.

### 방영 목록
| 화수                               | 제목                                                                                | 그림 콘티         | 연출              | 작화 감독 | 총작화 감독                       | 방송일         |
| 제1기                              | 제1기                                                                               | 제1기             | 제1기             | 제1기 | 제1기                             | 제1기          |
| ---------------------------------- | ----------------------------------------------------------------------------------- | ----------------- | ----------------- | --- | --------------------------------- | -------------- |
| 제1화                              | マッシュ・バーンデッドと鍛えぬかれた筋肉 마슈 반데드와 단련된 근육                  | 타나카 토모나리   | 이케다 아이카     | 고다 히로아키 | 히가시지마 히사시                 | 2023년 4월 8일 |
| 제2화                              | マッシュ・バーンデッドと不思議な迷路 마슈 반데드와 신기한 미로                      | 오하라 마사카즈   | 오하라 마사카즈   | 하기오 케이타 야마모토 유코 타카세 사야카 | 이시카와 토모미                   | 4월 15일       |
| 제3화                              | マッシュ・バーンデッドと怒らせちゃいけない人 마슈 반데드와 화나게 하면 안 되는 사람 | 토비타 츠요시     | 토비타 츠요시     | 이치하시 유이치 사이토 료 사이토 유우 | 히사마츠 사키                     | 4월 22일       |
| 제4화                              | マッシュ・バーンデッドと強めの魔法使い 마슈 반데드와 강한 편인 마법사               | 우스이 아츠시     | 우스이 아츠시     | 이타가키 아키코 미나미 리리코 사토 아야카 니시카와 마사토 야마시타 키요미 코즈키 요스케 楊 彤琤 | 히가시지마 히사시                 | 4월 29일       |
| 제5화                              | マッシュ・バーンデッドとモテない同級生 마슈 반데드와 인기 없는 동급생               | 와타나베 유키     | 와타나베 유키     | 와타나베 코지 | 히사마츠 사키                     | 5월 6일        |
| 제6화                              | マッシュ・バーンデッドと鉄の魔法 마슈 반데드와 철의 마법                            | 이케다 아이카     | 이케다 아이카     | 고다 히로아키 이치하시 유이치 하기오 케이타 우스이 아츠시 사이토 료 키타무라 토모유키 키타지마 유키 | 히사마츠 사키                     | 5월 13일       |
| 제7화                              | マッシュ・バーンデッドと人形の魔法使い 마슈 반데드와 인형 마법사                    | 후루타 조지       | 시부타 나오아키   | 이토 요시아키 이와모토 리나 | 히가시지마 히사시                 | 5월 27일       |
| 제8화                              | マッシュ・バーンデッドと狼の魔法使いたち 마슈 반데드와 늑대 마법사들                | 나카노 료         | 나카노 료         | 사이토 유우 미나미 리리코 사토 아야카 고다 히로아키 코즈키 요스케 니시카와 마사토 야마시타 키요미 즈이쇼 유민지 노승우 | 히사마츠 사키                     | 6월 3일        |
| 제9화                              | マッシュ・バーンデッドと加速の魔法使い 마슈 반데드와 가속 마법사                    | 타나카 토모나리   | 와타나베 케이스케 | 오자와 쿠미코 키타지마 유키 타키구치 히로키 하기오 케이타 사노 에리 토야 켄토 야마모토 유코 | 이시카와 토모미                   | 6월 10일       |
| 제10화                             | マッシュ・バーンデッドと神覚者の男 마슈 반데드와 신각자인 남자                      | 오하라 마사카즈   | 오하라 마사카즈   | 이치하시 유이치 고다 히로아키 키타무라 토모유키 코마츠 마리코 사이토 료 노승우 니시카와 마사토 코즈키 요스케 소네 타쿠토 호리 미츠아키 사쿠라이 코노미 우라 쿄코                                                                                          | 히가시지마 히사시                 | 6월 17일       |
| 제11화                             | マッシュ・バーンデッドと弱肉強食 마슈 반데드와 약육강식                             | 오오하시 카즈키   | 코사카 하루메     | 우스이 아츠시 와타나베 코지 니시카와 마사토 코즈키 요스케 하기오 케이타 사이토 유우 미나미 리리코 사토 아야카 | 히사마츠 사키 히가시지마 히사시   | 6월 24일       |
| 제12화                             | マッシュ・バーンデッドと魔法の鏡 마슈 반데드와 마법의 거울                          | 후루타 조지       | 토비타 츠요시     | 오자와 쿠미코 야마모토 유코 고다 히로아키 니시키미 라쿠 하기오 케이타 오오노 야스에 타카세 사야카 소네 타쿠토 타카세 사야카 코사카 미츠키 키타무라 토모유키 이치하시 유이치 타키구치 히로키 코마츠 마리코 우스이 아츠시 사이토 료 토야 켄토 노승우 장한별 | 히가시지마 히사시                 | 7월 1일        |
| 제2기 《신각자 후보 선발 시험 편》 |                                                                                     |                   |                   | |                                   |                |
| 제13화                             | マッシュ・バーンデッドと神覚者たち 마슈 반데드와 신각자들                           | 타나카 토모나리   | 시라이시 케이스케 | 코마츠 마리코 사이토 유우 사토 아야카 미나미 리리코 | 히가시지마 히사시                 | 2024년 1월 6일 |
| 제14화                             | マッシュ・バーンデッドと実家 마슈 반데드와 본가                                     | 후루타 조지       | 미야모토 유키히로 | 이토 요시아키 타카노 아키히사 이와모토 리나 시미즈 카츠유키 사메지마 히사시 타카하시 미키 | 히사마츠 사키                     | 1월 13일       |
| 제15화                             | レイン・エイムズと神に選ばれた力 레인 에임즈와 신에게 선택받은 힘                   | 나리타 토시노리   | 토비타 츠요시     | 타카세 사야카 야마모토 유코 와타나베 케이스케 하기오 케이스케 우스이 아츠시 사노 에리 | 이시카와 토모미                   | 1월 20일       |
| 제16화                             | マッシュ・バーンデッドと強固な風船 마슈 반데드와 질긴 풍선                          | 와타나베 유키     | 와타나베 유키     | 사이토 료 우스이 아츠시 와타나베 코지 나리마츠 요시토 | 토야 켄토                         | 1월 27일       |
| 제17화                             | フィン・エイムズと友達 핀 에임즈와 친구들                                           | 나카노 료         | 나카노 료         | 니시키미 라쿠 오자와 쿠미코 모기 신이치 사이토 료 소네 타쿠토 타키구치 히로키 사이토 료타 고다 케이스케 나카오카 쿄카 야스오카 유키에 오오누키 타쿠미 우치다 모모카 하라다 유카 미야케 마이코 오카 료코                                                   | 히가시지마 히사시                 | 2월 3일        |
| 제18화                             | マッシュ・バーンデッドと危ないアッチ向いてホイ 마슈 반데드와 위험한 참참참          | Marr              | 코사카 하루메     | 사이토 유우 사토 아야카 미나미 리리코 히로세 아카네 코마츠 마리코 이치하시 유이치 二瓶令暁 즈이쇼 하라다 유카 차명준 | 사이토 유우                       | 2월 17일       |
| 제19화                             | マッシュ・バーンデッドと音の魔法使い 마슈 반데드와 소리의 마법사                    | 니시자와 스스무   | 타카하시 준       | 히사마츠 사키 야마모토 유코 와타나베 케이스케 하기오 케이타 사노 에리 타카세 사야카 사이토 료 하라다 유카 니시키미 라쿠 이치하시 유이치 오오누키 타쿠미 나카오 아야카 Vann Oba                                                                            | 히사마츠 사키                     | 2월 24일       |
| 제20화                             | マッシュ・バーンデッドと大きな塔 마슈 반데드와 커다란 탑                            | 후루타 조지       | 시라이시 케이스케 | 와타나베 코지 우스이 아츠시 나리마츠 요시토 미츠코시 코헤이 미야케 마이코 가온누리 사이토 유우 히가시지마 히사시 | 토야 켄토                         | 3월 2일        |
| 제21화                             | ウォールバーグ・バイガンと闇の魔法 월버그 바이간과 어둠 마법                        | 모치마루 타카유키 | 무카이야마 타즈미 | 스나야마 타쿠야 이와사키 레이나 우치다 모모카 오자와 쿠미코 니시키미 라쿠 이치하시 유이치 야스오카 유키에 키타지마 유키 코마츠 마리코 사노 에리 하기오 케이타 사이토 료                                                                                   | 스나야마 타쿠야                   | 3월 9일        |
| 제22화                             | ウォールバーグ・バイガンと最大の危機 월버그 바이간과 최대의 위기                    | 나리타 토시노리   | 토비타 츠요시     | 카미모토 카네토시 고다 히로아키 미츠코시 코헤이 핫카쿠 아야카 나카오카 쿄카 야마다 슌타로 하라다 유카 마에다 타츠유키 요시다 하지메 사토 아야카 | 히가시지마 히사시                 | 3월 16일       |
| 제23화                             | マッシュ・バーンデッドと最強の魔法使いの始まり 마슈 반데드와 최강 마법사의 시작     | 야마모토 유타카   | 코 케이미         | 키시 히로키 하야시 유카 타카하시 나오유키 하마히라 아오이 스즈키 파루코 나카지마 다이치 나카무라 마유미 馮 含露 권현애 | 사이토 유우                       | 3월 23일       |
| 제24화                             | マッシュ・バーンデッドと良い友達 마슈 반데드와 좋은 친구들                          | 타나카 토모나리   | 타나카 토모나리   | 미나미 리리코 히로세 아카네 야마모토 유코 와타나베 케이스케 코마츠 마리코 마츠다 타케시 | 히가시지마 히사시 이시카와 토모미 | 3월 30일       |